# Seria 242 ČD
S 499.02 – lokomotywa elektryczna wyprodukowana w latach 1975-1981 dla kolei czechosłowackich. Powstało 86 elektrowozów przeznaczonych do prowadzenia pociągów towarowych kursujących po zelektryfikowanych liniach kolejowych. Po rozpadzie Czechosłowacji elektrowozy eksploatowane były przez koleje czeskie (oznakowane jako Řada 242). Dwadzieścia elektrowozów zostało sprzedanych kolejom bułgarskim.